# Ginsiana carpetana
Ginsiana carpetana är en stekelart som först beskrevs av Mercet 1921.  Ginsiana carpetana ingår i släktet Ginsiana och familjen sköldlussteklar. Arten är reproducerande i Sverige. Inga underarter finns listade i Catalogue of Life.